# トニー・ロビアンコ
トニー・ロビアンコ（英語: Tony Lo Bianco、1936年10月19日 - 2024年6月11日）は、アメリカ合衆国の俳優、映画監督、プロデューサー。ニューヨーク・ブルックリン区出身。俳優としてだけでなく、監督、脚本、プロデュースも手掛けている。元・ゴールデン・グローブのボクサー。

## 略歴
タクシー運転手の息子に生まれる。イタリア系。
オフ・ブロードウェイ・ショー『Yanks-3, Detroit-0, Top of the Seventh』では失われゆく野球界のイコンを演じ、オビー賞、市外演劇批評家協会賞を受賞、また、アーサー・ミラーの『橋からの眺め』ではトニー賞のノミネーションとなり、一人芝居『市長!』では批評家から絶大な賛辞を受けた。この一人芝居は、歴代ニューヨーク市長の中で名市長の誉れ高いフィオレロ・ラガーディアの人生をもとにしたもので、ロビアンコは後にこれを教育テレビでドラマ化し、エミー賞を受賞した。
映画俳優としてのロビアンコは、カルト映画のクラシックとして名高い『ハネムーン・キラーズ』(1969)で一躍評価された。冷血のプレイボーイが、がっしりした体格の看護婦とペアになり、裕福で孤独な女性をカモに詐取したあげくに殺害するという役どころだった。その後出演した映画『フレンチ・コネクション』(1971)、『重犯罪特捜班/ザ・セブン・アップス』(1973)、『愛の断層』(1978)、『希望の街』(1991)、『ニクソン』(1995)、『陪審員』(1996)などでは年を経るごとにさらに重厚で磨きの掛かった演技を見せ、多面的な役柄をこなす名優としての評価を得た。
テレビ界でのロビアンコは、トレンド現象となるようなシリーズにこそ恵まれなかったものの、名ボクサー、ロッキー・マルシアノを描いたテレビ映画シリーズ『伝説のボクサー ロッキー・マルシアーノ』(1979)、『ベラ・マフィア』(1997)などでは高視聴率を稼ぎ出した。監督としては、テレビ番組『ポリス・ストーリー』(1973)、映画『仮面のレジデンス』を製作した。
映画製作や出演の傍ら、功労賞を受けたSons of Italy Foundation (SIF) ではスポークスマンとして、また、Lupus Foundation、糖尿病や貧血症などの医学財団、ニューヨーク市警察コロンビア･アソシエーションなどなど、数多くの団体のチャリティー活動も行なっている。
前立腺癌との長い闘病の末、2024年6月11日夜9時ごろ、メリーランド州にある自分の馬牧場で死去。87歳没。

## 主な出演作品
- スター! Star! (1968)
- 恋人泥棒 Ruba al prossimo tuo (1968)
- ハネムーン・キラーズ The Honeymoon Killers (1970)
- フレンチ・コネクション The French Connection (1971)
- セルピコ Serpico (1973) クレジットなし
- 重犯罪特捜班/ザ・セブン・アップス The Seven-Ups (1973)
- ディーモン 悪魔の受精卵 God Told Me To (1976)
- ナザレのイエス Gesù di Nazareth (1977)
- フィスト F.I.S.T. (1978)
- 愛の断層 Bloodbrothers (1978)
- シティヒート City Heat (1984)
- シシリアン・マフィア/血と復讐の詩 Il cugino americano (1986)
- 希望の街 City of Hope (1991)
- パレスガード Palace Guard (1991) テレビドラマ
- ジェシカおばさんの事件簿 Murder, She Wrote (1991, 1994) テレビドラマ
- ロー&オーダー Law & Order (1990 - 1991) テレビドラマ
- ボイリング・ポイント Boiling Point (1993)
- ニクソン Nixon (1995)
- ホミサイド/殺人捜査課 Homicide: Life on the Street (1995) テレビドラマ
- 陪審員 The Juror (1996)
- マフィア! Mafia! (1998)
- ロッキー・マルシアーノ 伝説のチャンプ Rocky Marciano (1998)
- エイリアン・インベージョン Endangered Species  (2003)
- LAW & ORDER:犯罪心理捜査班 Law & Order: Criminal Intent (2007) テレビドラマ
- キル・ザ・ギャング　36回の爆破でも死ななかった男 Kill the Irishman (2011)

## 参照
1. ↑  Search Results
2. ↑  The Engagement Ring
3. ↑  http://ibdb.com/person.php?id=23993
4. ↑  Chrisp, Kitty (2024年6月12日). “The French Connection actor Tony Lo Bianco dies aged 87”. 2024年6月12日閲覧。